# Nothrus oblongus
Nothrus oblongus är en kvalsterart som beskrevs av Hammer 1961. Nothrus oblongus ingår i släktet Nothrus och familjen Nothridae. Inga underarter finns listade i Catalogue of Life.